# 興雲閣
興雲閣（こううんかく）は島根県松江市の松江城内に1903年（明治36年）に明治天皇行幸時の御宿所として建設された擬洋風建築の迎賓館。

## 概要
藩政時代には御書院や御風呂屋などがあった松江城山二の丸の上の壇、松江神社の隣地に1903年（明治36年）、松江市が松江工芸陳列所の名目で建設した明治天皇行幸の際の御宿所である。擬洋風建築最後の例とされる壮麗な館の建設費用は、当時の金額で1万3489円。
日露戦争勃発により明治天皇の行幸は実現しなかったが、1907年（明治40年）5月に当時の皇太子嘉仁親王（後の大正天皇）が行啓し、当館を宿泊施設として使用した。

## 利用情報
戦後は松江市教育委員会庁舎などに転用され、1973年（昭和48年）からは松江郷土館として、松江に関する歴史民俗資料や工芸品などを展示していたが、2011年（平成23年）3月に開館した「松江歴史館」にその機能を移転したあと、2013年から2年間の保存修理工事を経て、2015年10月から一般公開を開始。
- 開館時間 - 8:30～18:30（4月～9月）、8:30～17:00（10月～3月）
- 休館日 - 年中無休
- 入館無料

## 建築概要
- 設計 - 不詳　（工事請負は和泉利三郎）
- 竣工 - 1903年（明治36年）
- 構造・規模 - 木造、地上2階建、入母屋瓦屋根、横29.2m、奥行き14.5m
- 所在地 - 〒690-0887 島根県松江市殿町1-59
- 備考 - 島根県指定文化財（1969年（昭和44年）2月指定）[1]

## 交通アクセス
- 山陰本線 松江駅からバスで10分、県庁前下車、徒歩5分
- レイクラインバス 松江城（大手前）下車徒歩5分

## ギャラリー

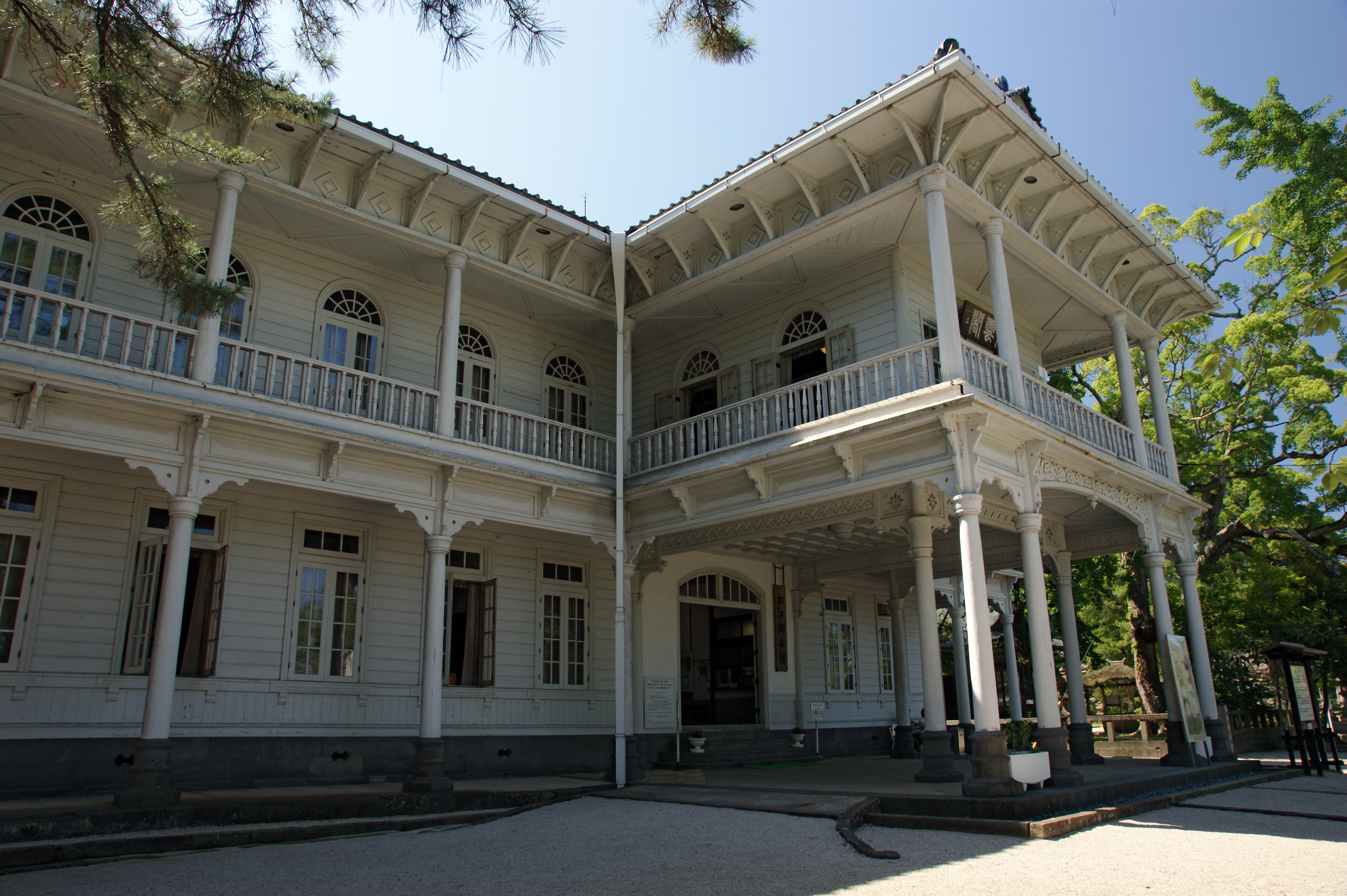
1・2階ともにコロネードの廻廊をめぐらせた特徴のある外観
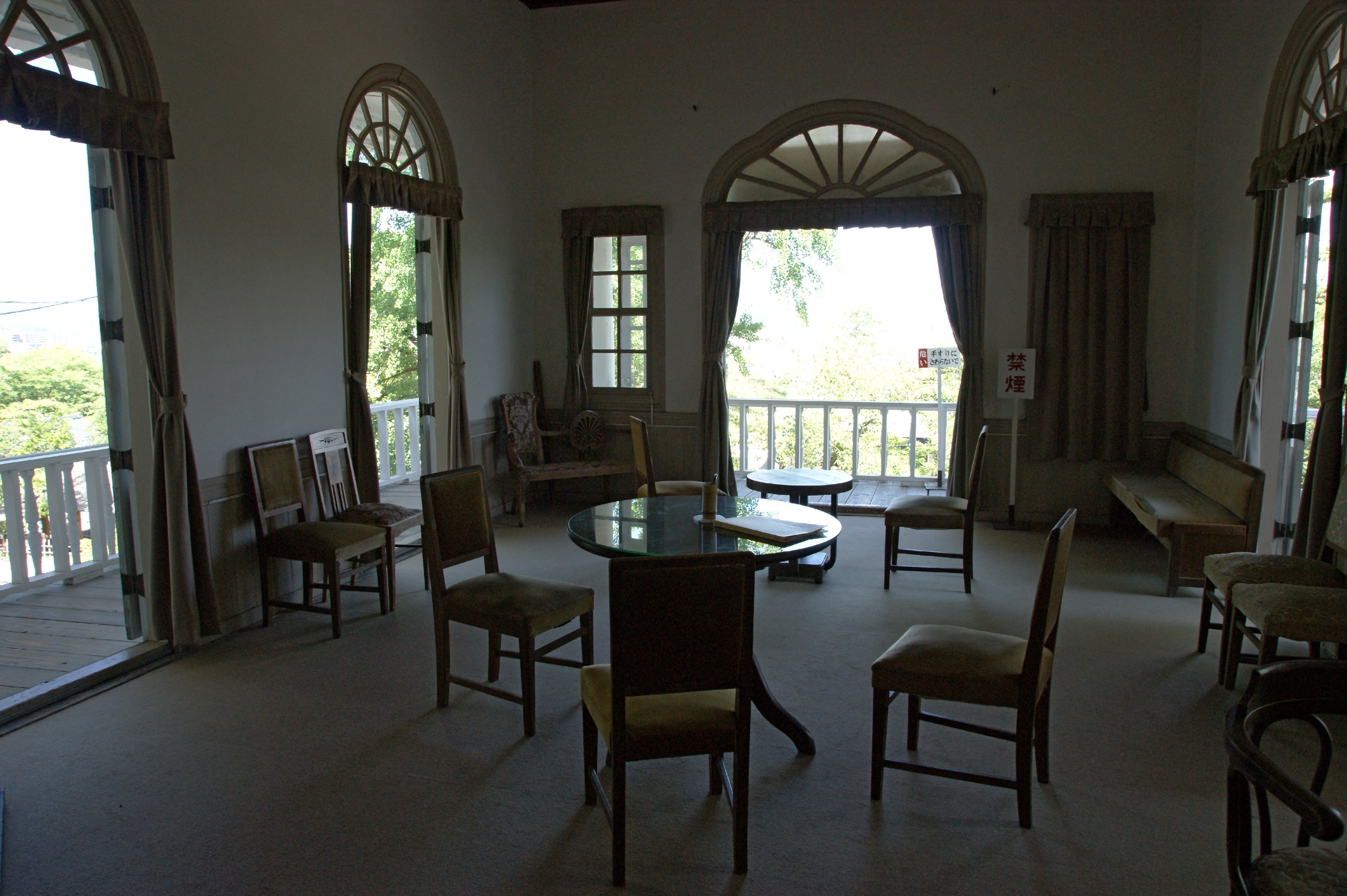
ポーチ上にある応接室兼拝謁所
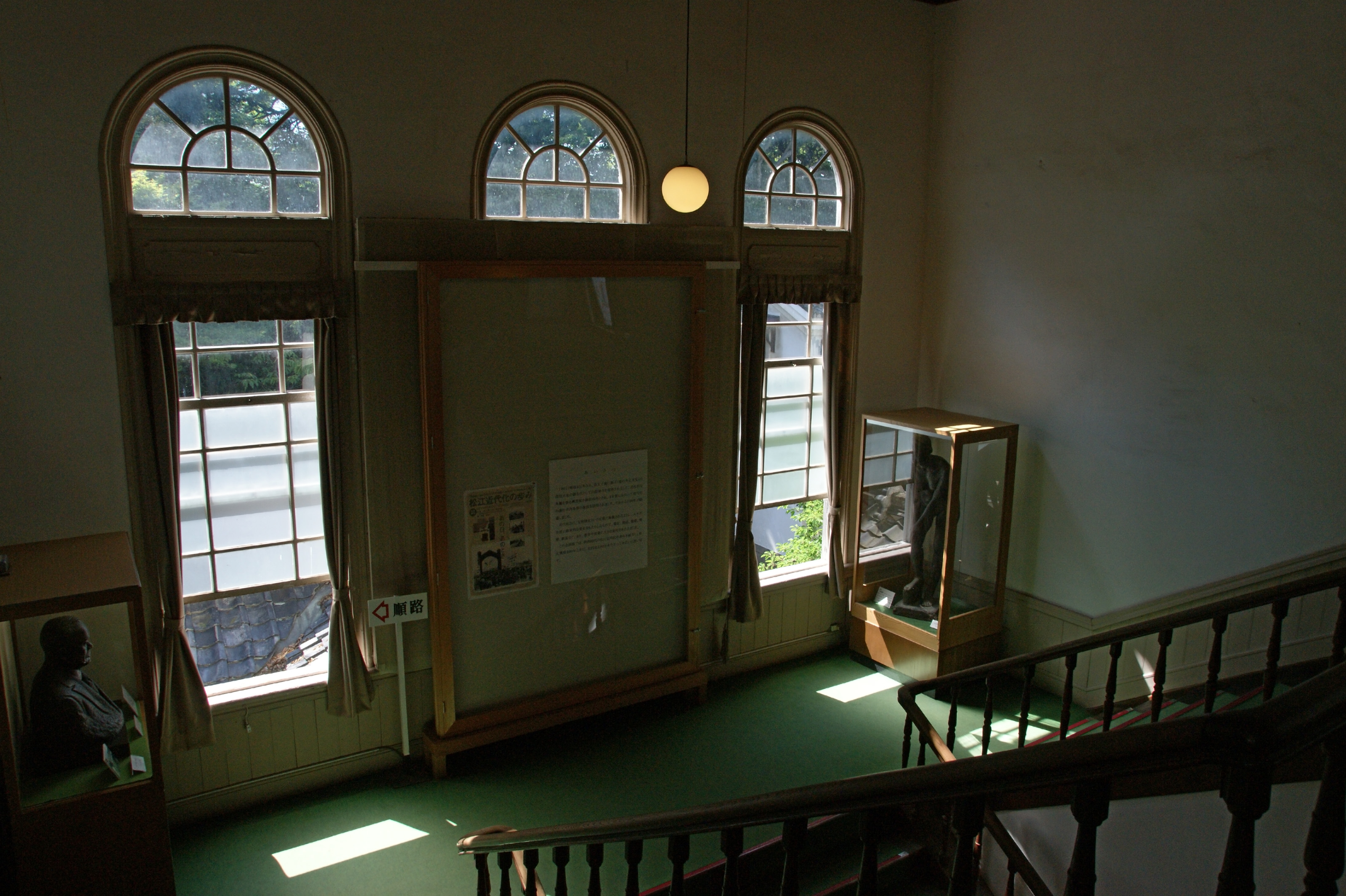
階段踊場